# Jodometria
Jodometria – jeden z działów redoksymetrii, technika chemicznej analizy ilościowej wykorzystująca redukcję jodu do jodków (jodometria bezpośrednia lub jodymetria) lub utlenianie jodków do jodu (jodometria pośrednia).
W metodzie tej wykorzystywana jest odwracalna reakcja:
I
2 + 2e−
  ⇄  2I−
     E0 = 0,54 V

## Jodometria bezpośrednia
Metodę tę można stosować do oznaczania substancji redukujących, które są utleniane przez jod, np. siarczyny, tiosiarczany i Sn(II). Roztwór zawierający analit miareczkuje się mianowanym roztworem jodu do momentu, aż pozostanie on niezredukowany w badanym roztworze. Można go wykryć za pomocą rozcieńczonego roztworu skrobi, która w połączeniu z jodem tworzy intensywnie granatowy kompleks.

## Jodometria pośrednia
Technika ta stosowana jest do analizowania substancji zdolnych do utlenienia jodków, takich jak m.in. nadtlenek wodoru, nadmanganiany, dichromiany, jodany, Cu(II) i Fe(III). Polega na dodaniu do roztworu analitu znanej ilości mianowanego roztworu jodku, aż do wydzielenia się jodu, którego nadmiar zostaje następnie oznaczony, np. przez miareczkowanie mianowanym roztworem tiosiarczanu (np. Na
2S
2O
3). Zachodzi wówczas reakcja:
I
2 + 2S
2O2−
3 → S
4O2−
6 + 2I−

Pod koniec miareczkowania, kiedy roztwór staje się przezroczysty (w dużym stężeniu jod zabarwia go na żółto), dodaje się roztworu skrobi. Titrant dodaje się aż do odbarwienia skrobi, które oznacza koniec miareczkowania. Obliczony nadmiar jodu dodanego do pierwotnie oznaczanej substancji odejmuje się od całości użytego jodu, otrzymując ilość, która przereagowała z oznaczaną substancją.